# Bodo Fleischer

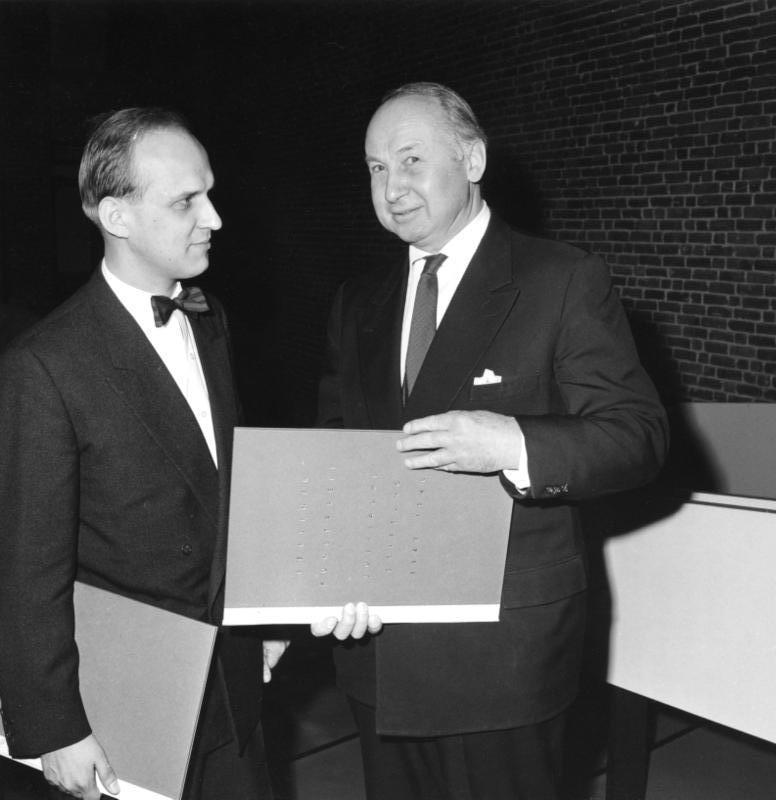
Bodo Fleischer (links) beim Empfang des Berliner Kunstpreises für Baukunst 1963

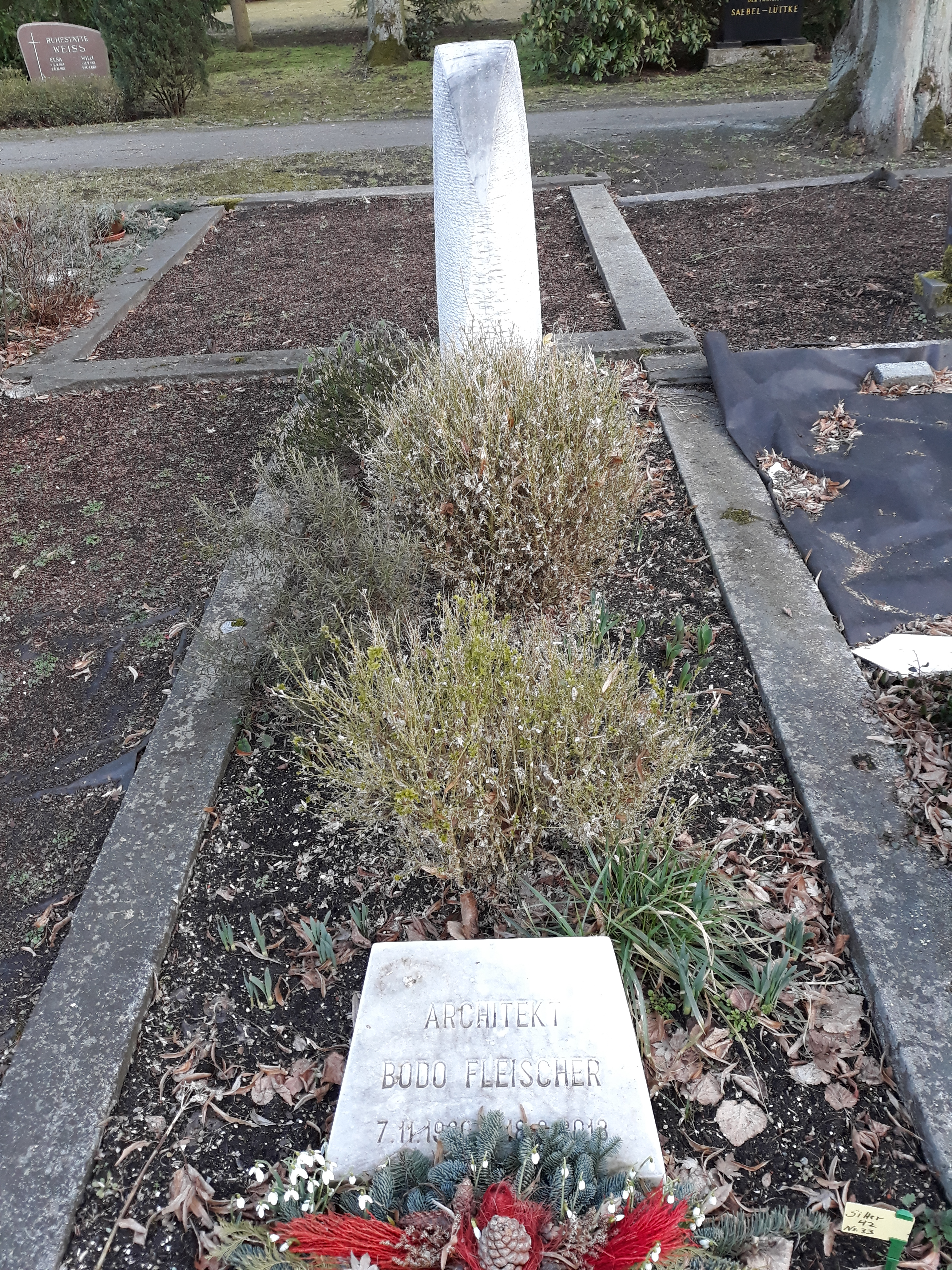
Grab von Bodo Fleischer auf dem Friedhof In den Kisseln in Berlin (Foto: 2021)

Bodo Fleischer (* 7. November 1930 in Berlin; † 18. Februar 2013 ebenda) war ein deutscher Architekt.

## Leben
Fleischer studierte ab 1949 Architektur an der Technischen Universität Berlin und erwarb dort 1955 den akademischen Grad eines Diplom-Ingenieurs. Hans Scharoun war einer seiner Lehrer. Fleischer war danach von 1955 bis 1960 als wissenschaftlicher Mitarbeiter von Bernhard Hermkes am Lehrstuhl für Entwerfen, Baukonstruktion und Industriebau angestellt, nachdem er am selben Lehrstuhl bereits als studentische Hilfskraft für Hermkes’ Vorgänger – Hans Hertlein – gearbeitet hatte.
Fleischer realisierte in Berlin Bauten für Versorgung, Verwaltung und Wohnen sowie Sakralbauten. In Pforzheim wurde das Stadttheater (1979–1988) nach seinen Plänen errichtet. Bekannt ist Fleischer vor allem für Kirchenbauten sowie für Feuerwachen (z. B. Feuerwache Suarezstraße, 1971–1974) und das Eva-Maria-Buch-Haus der Stadtbibliothek Tempelhof-Schöneberg (1975–1978) an der Götzstraße in Berlin-Tempelhof. Zwei das Berliner Stadtbild prägende Bauten Fleischers sind das Arbeiterwohnheim der Neuen Heimat an der Ecke Kulmer Straße / Goebenstraße (1969–1970) und das Verwaltungsgebäude der AOK am Mehringplatz, das Fleischer in Zusammenarbeit mit Scharoun plante (1967–1970). Zahlreiche Umbauten und kleinere Neubauten realisierte Fleischer in Spandau, wo er selbst wohnte und arbeitete. Als Teil der Planungsgruppe Sanierungsgebiet Kreuzberg Süd plante Fleischer zusammen mit Klaus H. Ernst, Gerd Hänska, Herbert Stranz und Hans Wolff-Grohmann großmaßstäblichen Wohnungsbau in Kreuzberg (1969–1977) im Bereich zwischen Kottbusser Tor und Prinzenstraße. Gemeinsam mit dem Architekten Gerd Hänska realisierte Fleischer ein Altenwohnhaus an der Ecke Gitschiner Straße / Böcklerstraße (1977). Dieser Bau ist Teil der Wohnbebauung am Böcklerpark und stellt eine der für die 1970er Jahre typischen innerstädtischen Großstrukturen dar. An zwei für die Berliner Stadtentwicklung bedeutenden städtebaulichen Entwürfen war Fleischer beteiligt. Bei dem Wettbewerb Hauptstadt Berlin 1957/58 wurde der gemeinsame Entwurf von Bodo Fleischer und Hermann Kreidt mit einem der drei vergebenen dritten Preise ausgezeichnet. 1963 entwarf Fleischer im Rahmen eines Gutachterverfahrens für das Quartier Mehringplatz ein mehrschichtiges Rondell mit einer die Ringe umgebenden großmaßstäblichen Wohnbebauung.
Bodo Fleischers Werk ist umfangreich und spiegelt den architektonischen Geist seiner Zeit wider. Die filigranen Formen der Jeremia-Kirche (1961–1963) zeigen die typische Gestaltung der frühen 1960er Jahre; der kräftig modellierte Beton der Stadtteilbibliothek Tempelhof adaptiert den zeittypischen Brutalismus der frühen 1970er Jahre; die raumbildende Großstruktur am Böcklerpark entspricht dem Planungsparadigma der späten 1970er Jahre. Gerade seine geometrisch komplexen und organisch anmutenden Entwürfe machen Fleischer zu einem relevanten Planer. Fleischers Werk umfasst zahlreiche Bauten in Berlin, er wurde mit prestigeträchtigen Aufträgen bedacht und alle seine Entwürfe zeugen von hohem künstlerischen Anspruch. Fleischer bezog bei den Entwürfen seiner Bauten bildende Künstler und Künstlerinnen mit ein, so zum Beispiel Manfred Henkel als Maler bei der Kirche am Seggeluchbecken, Bildhauer Waldemar Otto bei den Prinzipalstücken der Zufluchtskirche (1965–1967) sowie Bildhauer Gerson Fehrenbach beim Stadttheater Pforzheim. Von 1979 bis 1983 war Fleischer Vorsitzender des Architekten- und Ingenieur-Vereins zu Berlin. Fleischers Kirchenbauten zeichnen sich durch anspruchsvolle Tragwerkskonstruktionen aus, wie zum Beispiel das aus vier hyperbolen Paraboloiden zusammengesetzte Dach der Dietrich-Bonhoeffer-Kirche (1967–1968) auf dem Gelände der Karl-Bonhoeffer-Nervenklinik. Bei der Planung der Kirche am Seggeluchbecken (1970–1972) arbeitete Fleischer mit dem renommierten Tragwerksplaner Stefan Polónyin zusammen.
Von den ausgeführten Bauten des Architekten stehen einige unter Denkmalschutz. Die Dietrich-Bonhoeffer-Kirche Wittenau ist Teil der denkmalgeschützten Gesamtanlage Karl-Bonhoeffer-Nervenklinik. Kirche und Gemeindezentrum am Seggeluchbecken sind ein Einzeldenkmal. Das Atelierhaus Kolk 1 ist Baudenkmal und Teil des Denkmalobjekts, das die Häuser in der Straße Kolk in Spandau umfasst. Hierzu gehört auch das Haus Kolk 6, das in der Berliner Denkmaldatenbank als Werk des Malers Manfred Henkel aufgelistet ist. Von Henkel stammt die Malerei, Bodo Fleischer plante den Umbau. Das AOK-Gebäude am Mehringplatz ist nur teilweise Denkmal. Die Gesamtanlage Mehringplatz umfasst die Ringbebauung. Da der AOK-Bau außer dem Hochhaus auch ein Segment des Rings beinhaltet, steht der Ring-Teil des Gebäudes unter Denkmalschutz. Der Hochhaus-Teil des Gebäudes hingegen ist kein Denkmal. Fleischers langjährige Lebensgefährtin Christine Nestler lebt im Wohnhaus Fleischers in Spandau und verwaltet das Archiv des Architekten. Angaben zu seinem Leben stammen aus Dokumenten aus diesem Nachlass. Zu fast allen Projekten liegen Fotografien und Unterlagen vor; die Unterlagen zu Kirche und Gemeindezentrum am Seggeluchbecken sowie die zum Wettbewerb Hauptstadt Berlin 1957/58 und zum städtebaulichen Gutachten Mehringplatz von 1963 wurden der Berlinischen Galerie übergeben.

## Bauten (Auswahl)
- 1960: Feuerwache in der Betckestraße 13 in Berlin-Spandau[6]
- 1961–1963: Jeremia-Kirche und Gemeindezentrum im Falkenhagener Feld in Berlin-Spandau
- 1962: Arbeiterwohnheim der Ernst-Reuter-Stiftung in Berlin-Wedding
- 1963: Wohnhaus in Berlin-Zehlendorf, Dubrowstraße 2
- 1964: Daniel-Gemeindezentrum in Berlin-Wilmersdorf, Münstersche Straße 7/8
- 1965–1967: Zufluchtskirche und Gemeindezentrum im Falkenhagener Feld in Berlin-Spandau, Westerwaldstraße 16–18
- 1967–1970: Verwaltungsgebäude der AOK am Mehringplatz in Berlin-Kreuzberg, gemeinsam mit Hans Scharoun
- 1967–1968: Dietrich-Bonhoeffer-Kirche auf dem Gelände der Karl-Bonhoeffer-Nervenklinik in Berlin-Wittenau
- 1968–1970: Atelierhaus Kolk 1 in Berlin-Spandau, gemeinsam mit Georg Lichtfuß[7]
- 1969: Arbeiterwohnheim der Gagfah in der Thermometersiedlung in Lichterfelde-Süd, Celsiusstraße 4–12
- 1969: Wohnheim der Bundesvereinigung Lebenshilfe in Berlin-Lichterfelde, Prettauer Pfad 23/24
- 1969–1970: Arbeiterwohnheim der Neuen Heimat in Berlin-Schöneberg, Kulmer Straße / Goebenstraße
- 1970–1972: Kirche am Seggeluchbecken und Gemeindezentrum im Märkischen Viertel in Berlin-Wittenau, Finsterwalder Straße 66–68
- 1971: Erweiterungsbau der Fürst Donnersmarck-Stiftung in Berlin-Frohnau, Rauentaler Straße
- 1971–1974: Feuerwache Suarezstraße in Berlin-Charlottenburg[8]
- 1971–1975: Wasserschutzpolizei-Wache in Berlin-Spandau, Mertensstraße 140[9]
- 1972–1973: Seniorenwohnhaus in Berlin-Grunewald, Bismarckallee 35–37
- 1973–1974: Seniorenwohnhaus in Berlin-Spandau, Marschallstraße 7/8
- 1974–1975: Marie-Juchacz-Seniorenwohnhaus der AWO in Berlin-Lichtenrade, Kirchhainer Damm 46
- 1974–1975: Wohnbebauung der Neuen Heimat in Berlin-Tempelhof, Grüntenstraße (ehemalige Arlbergstraße)
- 1974–1977: Wohnbebauung am Böcklerpark in Berlin-Kreuzberg, gemeinsam mit Gerd Hänska
- 1975–1978: Stadtbibliothek Tempelhof-Schöneberg, Eva-Maria-Buch-Haus, in Berlin-Tempelhof, Götzstraße 8–12
- 1977–1978: Zwei Wohnhäuser in der Heinrich-Zille-Siedlung in Berlin-Moabit, gemeinsam mit Hanno Hübscher, Claire-Waldoff-Promenade 8–10 und Claire-Waldoff-Promenade 9–11/Otto-Dix-Straße 18–22
- 1977–1978: Hotel Rheinsberg im Märkischen Viertel in Berlin-Wittenau, Finsterwalder Straße
- 1977–1979: Wohnhäuser in Berlin-Dahlem, Im Dol 42
- 1979–1988: Stadttheater Pforzheim
- 1992–1995: Studiotheater in Brandenburg an der Havel, gemeinsam mit Manfred Semmer
- 1996–2000: CulturCongressCentrum in Brandenburg an der Havel, gemeinsam mit Manfred Semmer

## Galerie

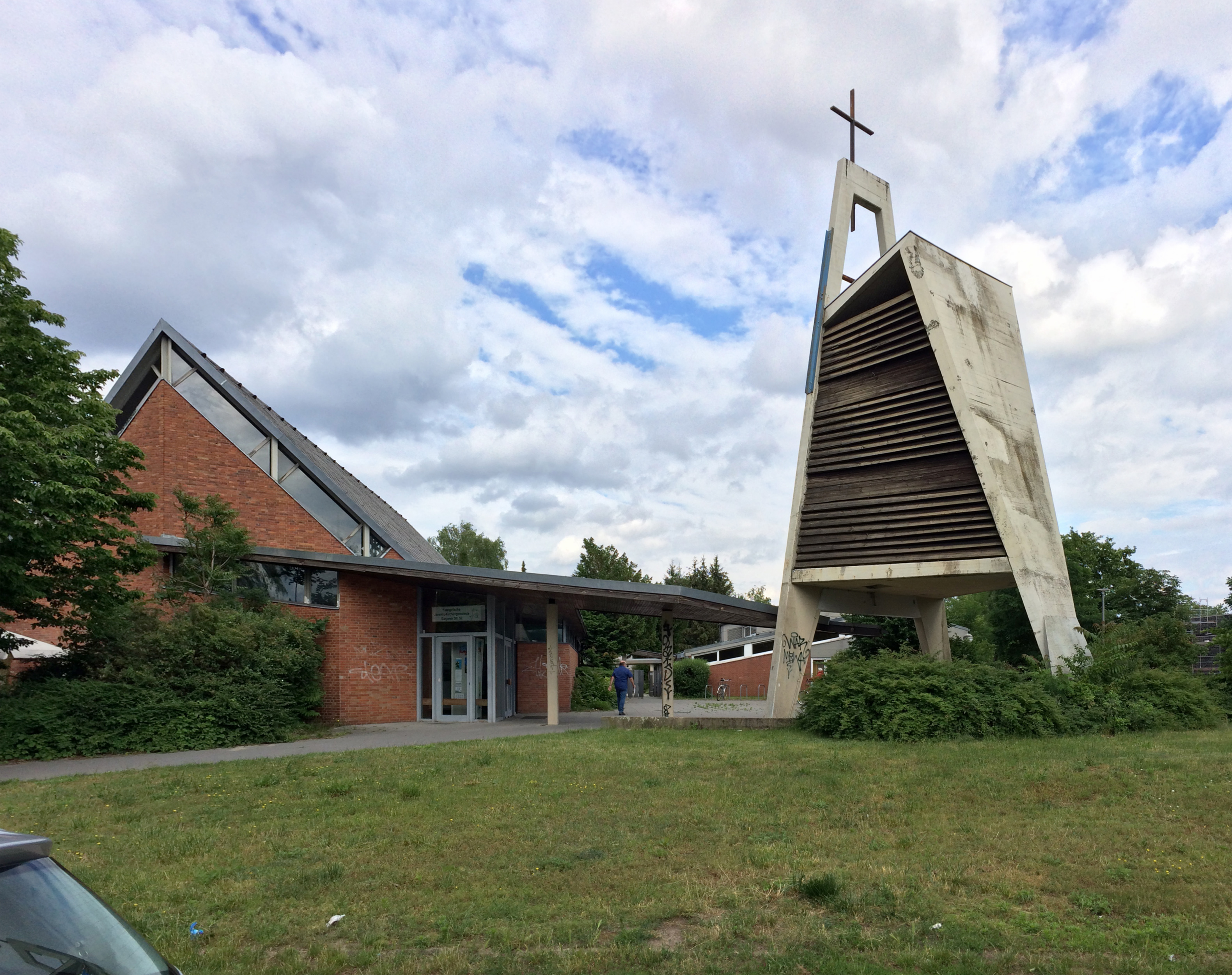
Jeremia-Kirche, Berlin-Spandau
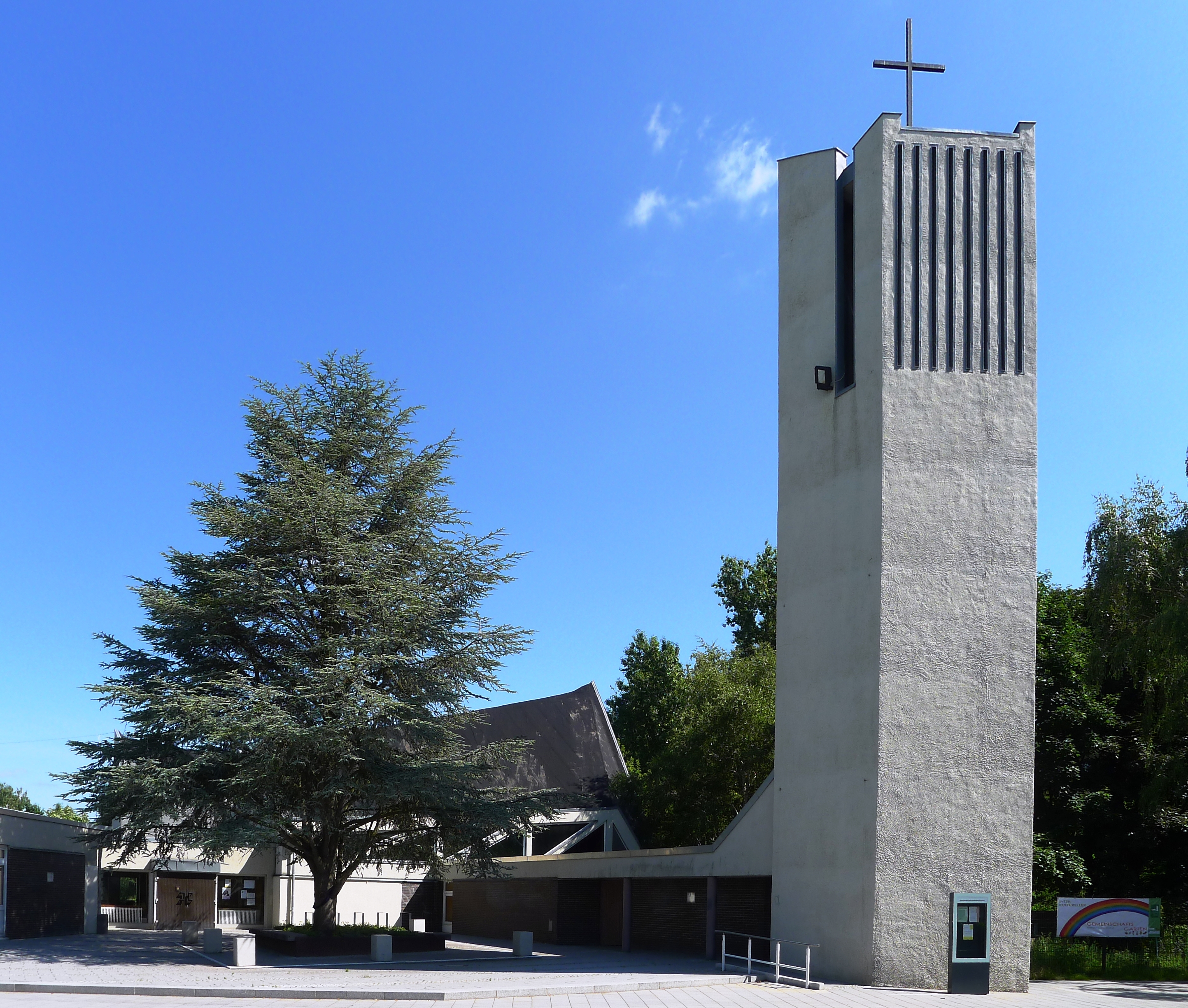
Zuflucht-Kirche, Berlin-Spandau
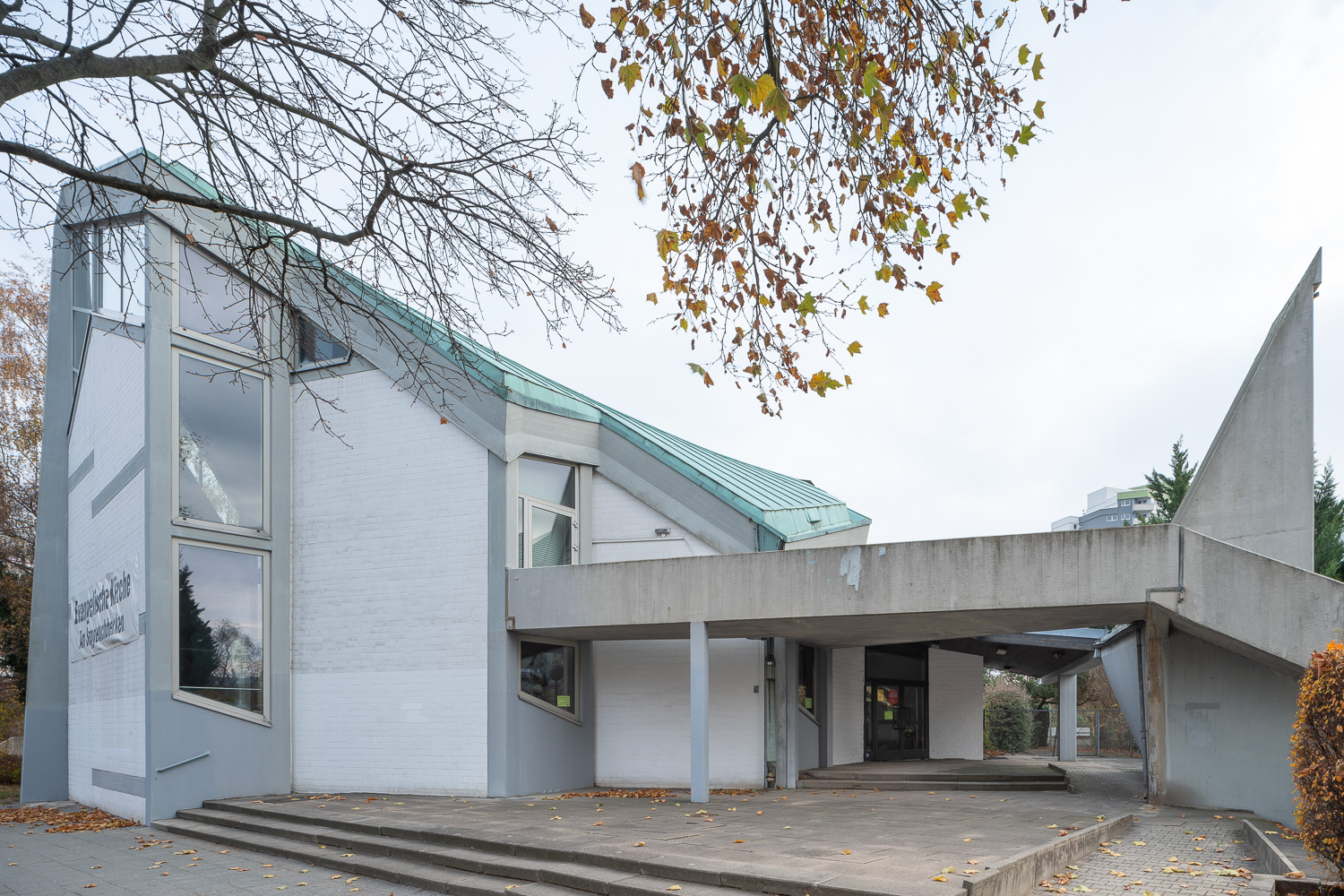
Kirche am Seggeluchbecken, Märkisches Viertel
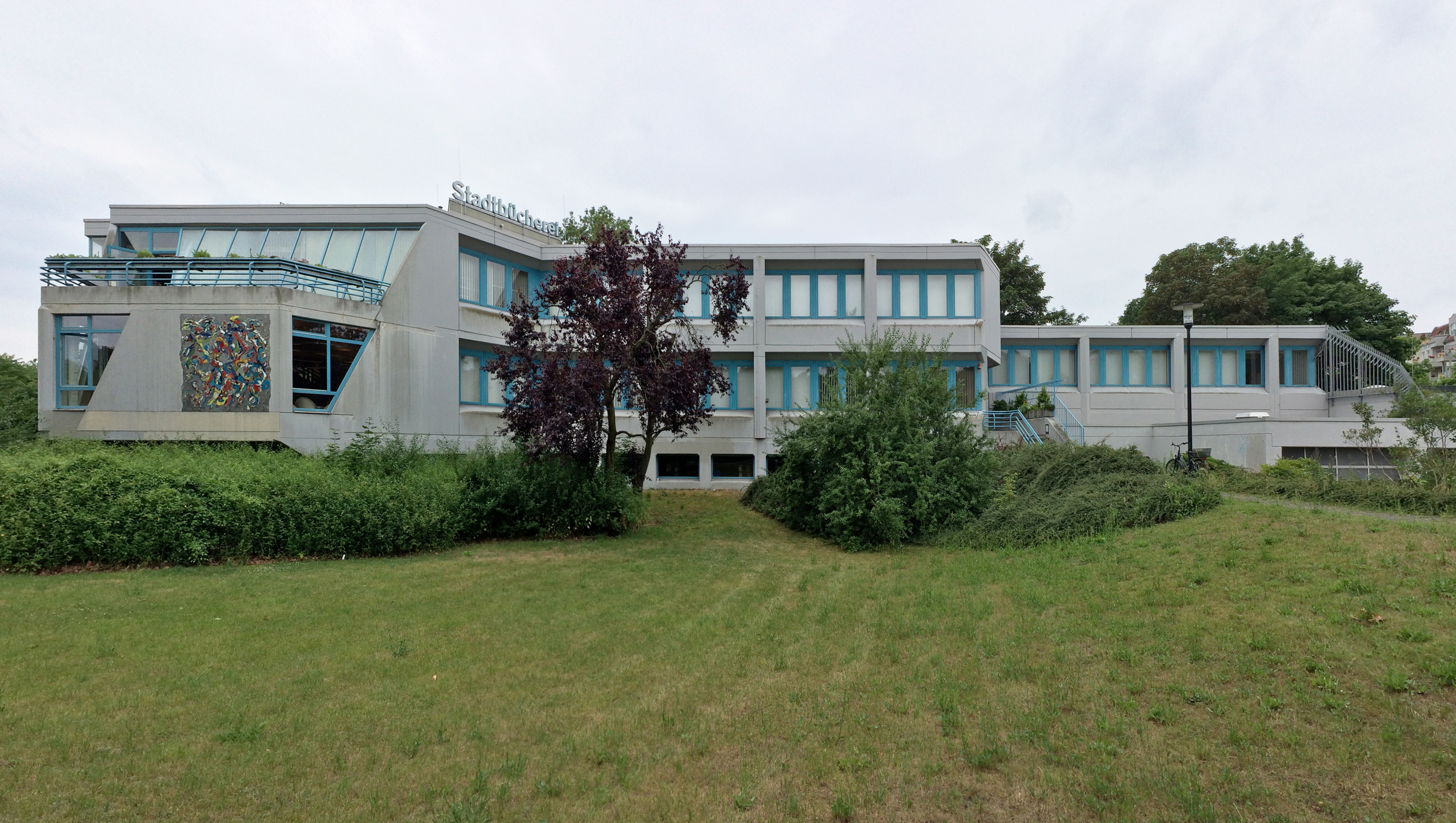
Stadtbibliothek Tempelhof
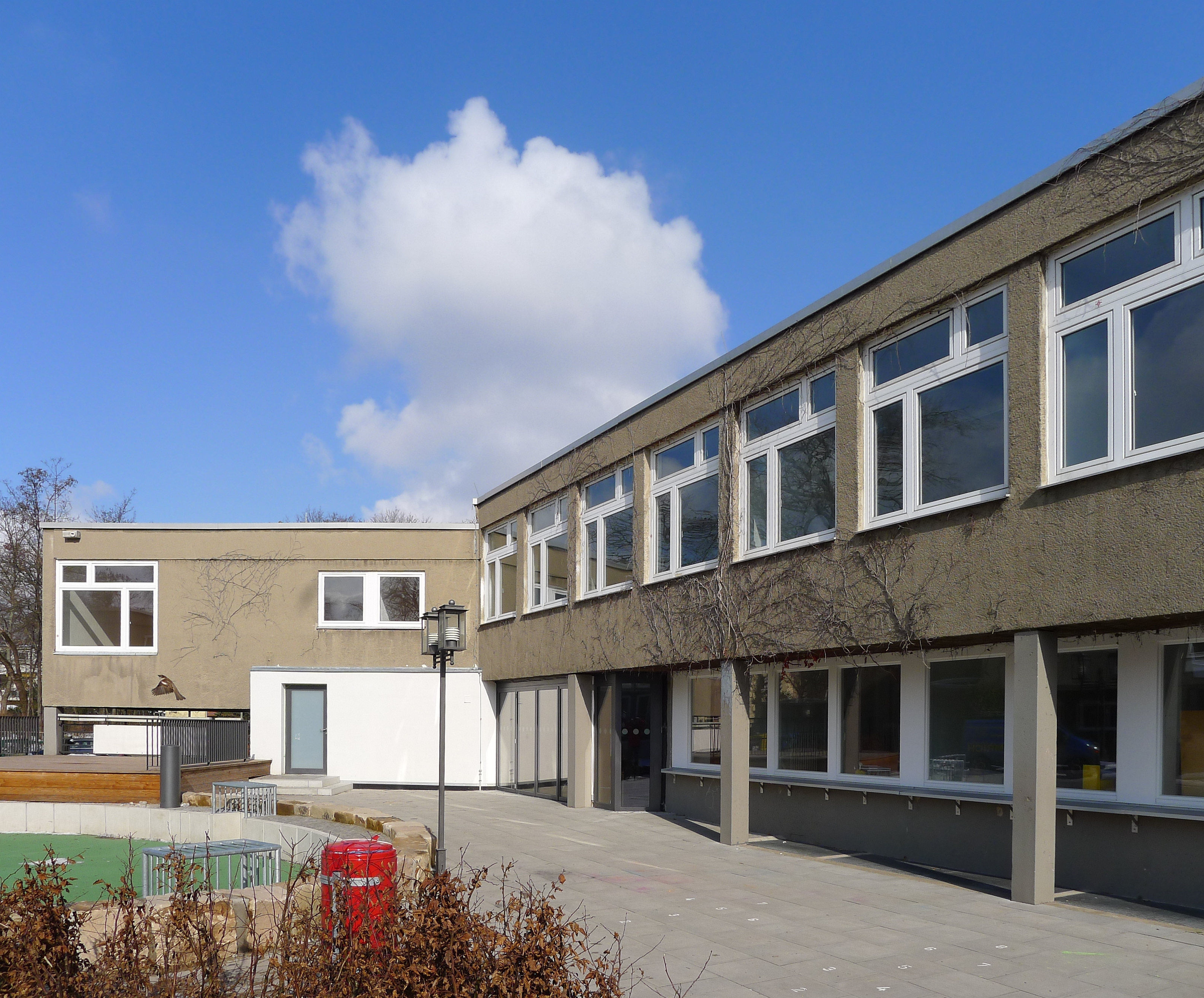
Daniel-Gemeindezentrum, Berlin-Wilmersdorf
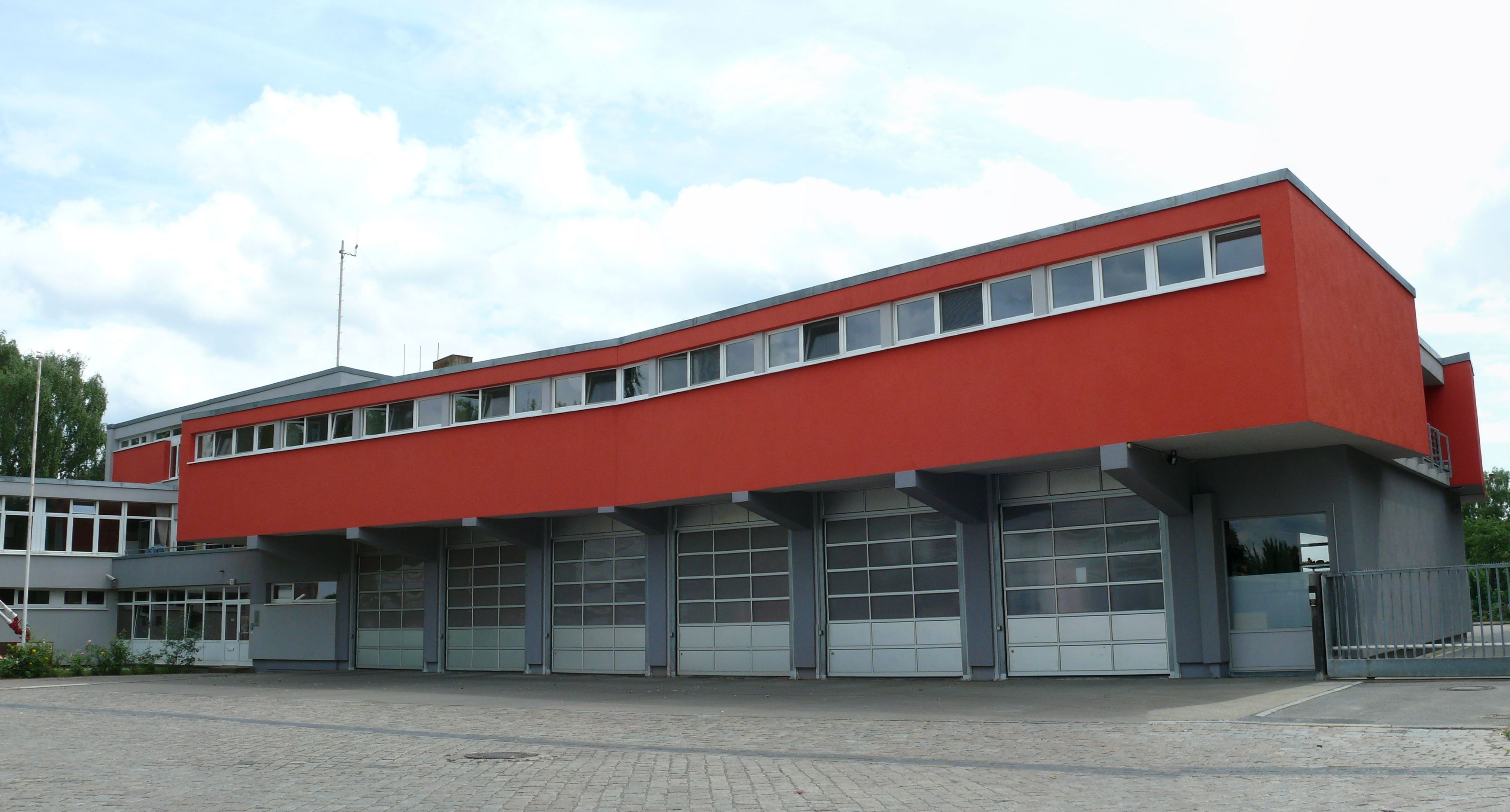
Feuerwache Spandau-Süd
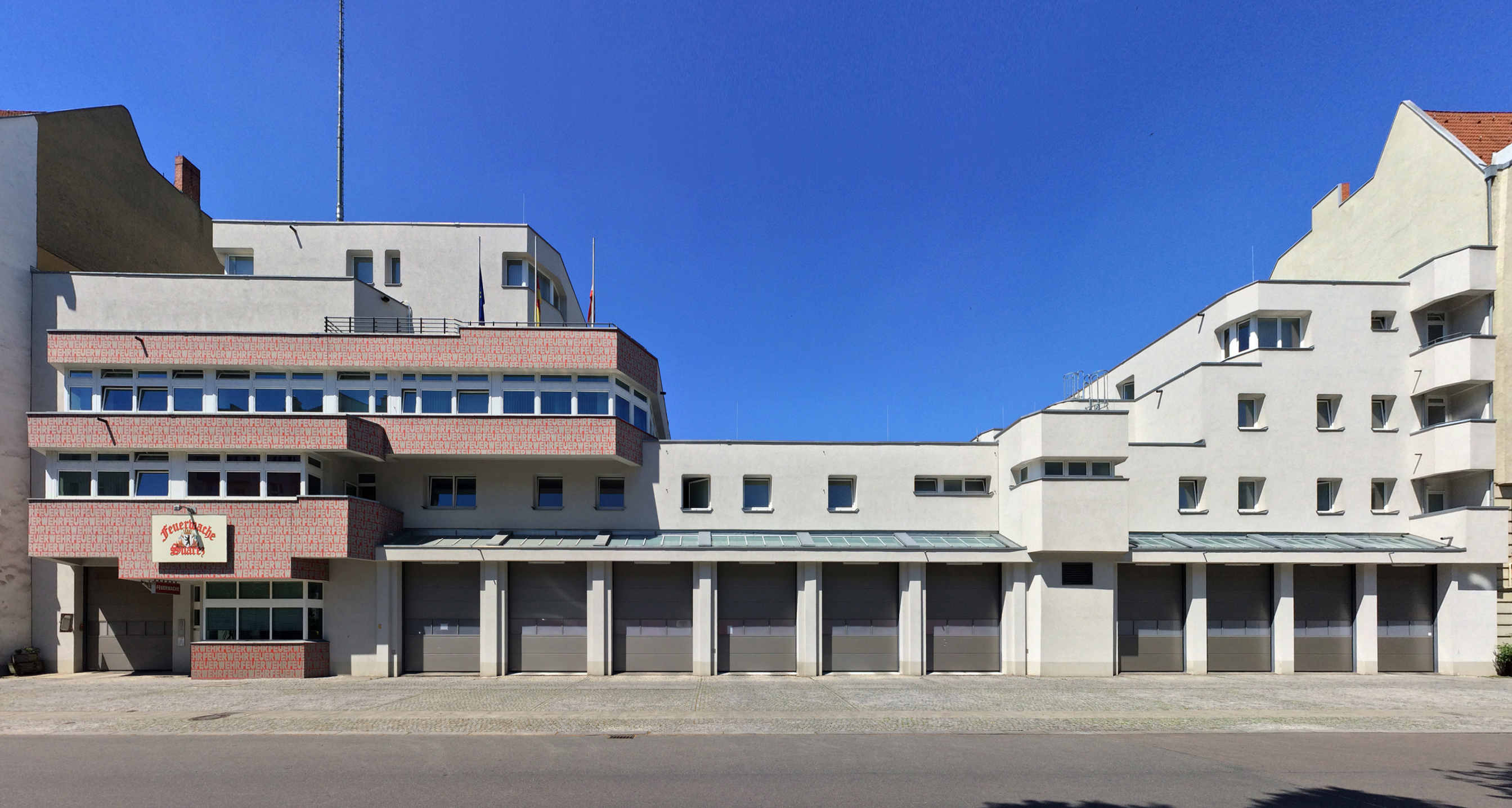
Feuerwache-Suarezstraße, Berlin-Charlottenburg
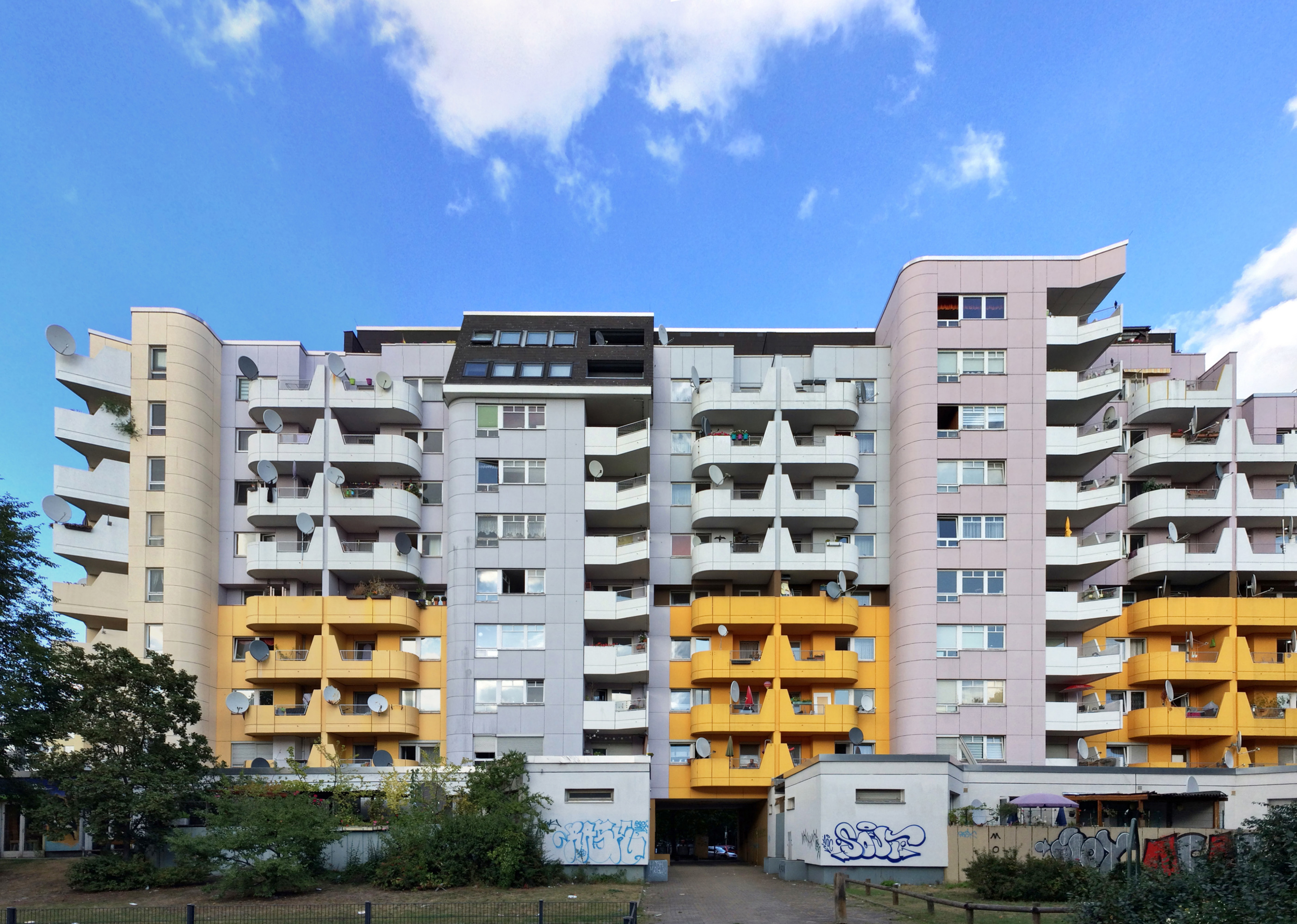
Wohnsiedlung am Böcklerpark, Berlin-Kreuzberg
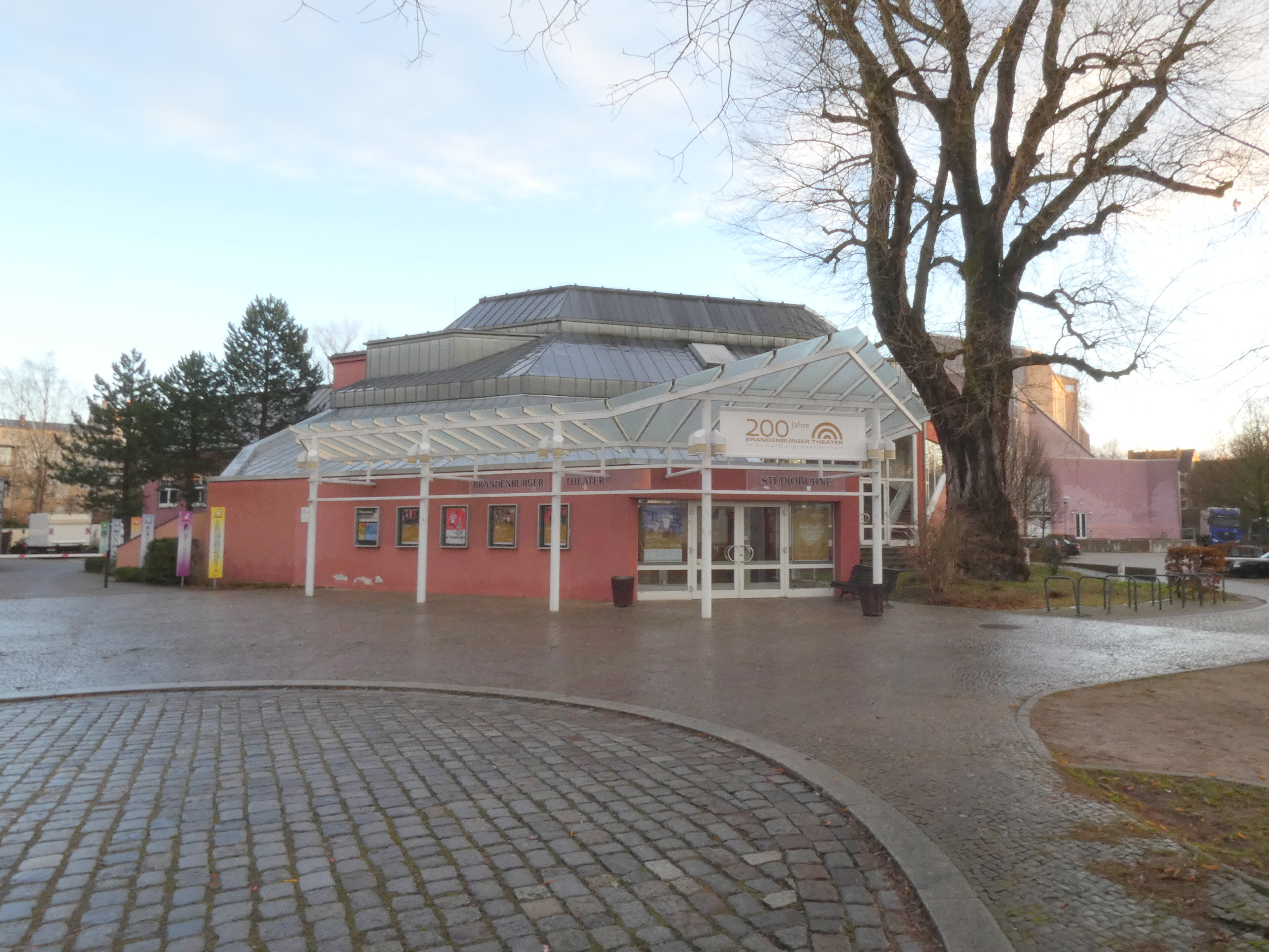
Studiotheater in Brandenburg